# Слободник, Душан
Душан Слободник (словац. Dušan Slobodník, 11 апреля 1927, Пезинок, Чехословакия — 13 декабря 2001) — словацкий писатель
, литературовед, переводчик и политик. Кандидат наук. Был министром культуры Словацкой Республики и членом ныне не существующего Движения за демократическую Словакию.

## Биография
В мае 1944 года вступил в организацию «Глинкова молодёжь» (причиной вступления сам называет интерес к участию в турнире по настольному теннису, проводимом данной организацией).
С 28 февраля по 10 марта 1945 года по повестке проходил курс для диверсантов, который проводила немецкая секретная служба в словацком посёлке Секуле. Прямо перед экзаменами на аттестат зрелости (22 апреля 1945 года) был арестован советскими военной контрразведкой «Смерш». 19 мая 1945 года Советский военный суд в городе Нове-Место-на-Мораве приговорил его по § 58-6 к 15 годам принудительных работ. Из них почти 9 лет он провёл в нескольких советских трудовых лагерях и больницах ГУЛАГа. После смерти Сталина был освобождён по амнистии и в декабре 1953 года вернулся в Словакию. Экзамен на аттестат зрелости сдал в 1954 году, затем поступил на философский факультет Братиславского университета имени Коменского (специальность «английский и русский языки»). В 1958 году, во время кампании первого секретаря ЦК КПС Карела Бацилека по чистке вузов, ввиду своего прошлого был исключён из университета. Обратился с письмом о реабилитации в Верховный Суд СССР и 1 октября 1960 г. Военная коллегия Верховного суда СССР его полностью реабилитировала. Обучение завершил на философском факультете Карлова университета в Праге. Свои воспоминания о годах заключения опубликовал в книге «Параграф: Полярный круг».
После 1989 года активно занялся вопросами политики: сначала в качестве литературоведа и публициста, а после разделения Литературоведческого института — в качестве директора Института мировой литературы Словацкой академии наук. В своих публицистических работах поддерживал политический курс Владимира Мечиара. В значительной степени способствовал появлению независимой Словацкой Республики. 24 июня 1992 года Душан Слободник стал министром культуры при правительстве Владимира Мечиара.
В 1992 году Душан Слободник подавал в суд на писателя Любомира Фельдека из-за его фразы «эсэсовец обнялся с эштебаком (сотрудником Комитета государственной безопасности Чехословакии)» из стихотворения «Спокойной ночи, моя дорогая». Слободник потребовал извинений и компенсации нематериального вреда. Фельдек сначала выиграл городской суд, однако в 1994 году апелляционная коллегия Верховного Суда Словацкой Республики решение суда первой инстанции отменил и обязал Фельдека заплатить сумму 250 тысяч словацких крон. Позже апелляционная коллегия Верховного Суда Словацкой Республики часть решения суда, касающуюся данного стихотворения и нематериального вреда, отменил, однако часть решения о том, что Л.Фельдек должен извиниться, осталась в силе. Адвокат Фельдека Эрнест Валко подал жалобу в Европейский суд по правам человека (ЕСПЧ) в Страсбурге, который 12 июля 2001 года вынес решение в пользу Фельдека.

## Образование
- Народная школа в городе Зволен
- Гимназия в Зволене
- Экзамены на аттестат зрелости — в 1954 году, так как 10 лет был в заключении
- 1954—1958 — обучение на философском факультете Университета Коменского в Братиславе. После четырёх лет обучения был исключён как политически ненадёжный.
- после реабилитации в 1960 году продолжил обучение в Карловом университете Праги.

## Карьера
- 1962—1965 — Отдел документации Братиславского научно-исследовательского института кабелей и изолирующих материалов
- 1965—1969 — Центральная библиотека Словацкой академии наук
- 1969—1973 — Институт мировой литературы и языков Словацкой академии наук, где получил степень доктора философии и защитил звание кандидата наук
- 1973—1990 — Литературоведческий институт Словацкой академии наук
- 1990-? — Директор Института мировой литературы Словацкой академии наук
- 1992—1994 — Министр культуры Словацкой Республики
- 1994—1998 — Председатель Комитета по иностранным делам Национального совета Словацкой Республики
- 1995—1998 — заместитель председателя Парламентской ассамблеи Совета Европы
- 1999—2001 — депутат Национального совета Словацкой Республики
- ?-? — Член исполнительного комитета ЮНЕСКО
- ?-? — Член Международной ассоциации литературных критиков
- ?-? — Член Европейского Союза литераторов, учёных и людей искусства

## Награды
- 1996 — Медаль А. С. Пушкина (Международная ассоциация преподавателей русского языка и литературы)[3].
- 1998 — Орден Андрея Глинки первой степени.

## Творчество
- переводы с английского, русского и французского языков — более 70 книг
- перевод: Майкл Крайтон: Вирус Андромеда (Издательство «Татран Братислава, 1971)
- перевод: Джон Фаулз: Любовница французского лейтенанта (Издательство „Татран Братислава“, 1972)
- перевод: Айзек Азимов: „Основание“ (1 том цикла)
- Встречи („Татран Братислава“, 1972)
- Современная советская проза и поэзия», соавтор: Владимир Черевка («Горизонт Братислава», 1975)
- Путь к поэзии («Татран Братислава» 1976)
- Авторы, произведения, проблемы (Ассоциация организаций писателей Словакии, Братислава, 1977)
- Генезис и поэтика фантастики («Младе-лета», Братислава, 1980)
- Путь к поэзии (1976)
- Путь к прозе («Татран Братислава», 1981)
- Контекст словацкой поэзии («Татран Братислава», 1985)
- Координаты поэзии (Ассоциация организаций писателей Словакии, Братислава, 1985)
- Научные и литературные знания («Правда Братислава», 1988)
- Теория и практика перевода стихов (Ассоциация организаций писателей Словакии, Братислава, 1990)
- Против семиголового дракона, из истории борьбы за Словакию (Союз словацких писателей, Братислава, 1998)
- Намерения ирреденты в полной наготе (соавтор, Кубко Горал, Братислава 1999)
- Параграф: Полярный круг (автобиография, «Словацкий писатель», Братислава, 1991, второе издание «Татрамедиал», 2001)
- Игра за Словакию (ЮГА, Братислава, 2000) (фрагмент)